# Marxismo analítico
El marxismo analítico es una corriente de pensamiento marxista que surge entre los filósofos y científicos sociales de habla inglesa durante la década de 1980. El marxismo analítico está fundamentalmente asociado a los académicos del llamado "grupo de septiembre", así llamados dado que se reunían para discutir asuntos comunes cada dos años en el mes de septiembre.
Los miembros del grupo se consideraban pertenecientes al "Non-Bullshit Marxism" o "Marxismus sine stercori tauri" y se caracterizaban, en palabras de David Miller, por "un pensamiento claro y riguroso acerca que las cuestiones que habitualmente se encuentran ocultas por una niebla ideológica" y por la aplicación de un análisis riguroso de la temática tradicional del marxismo pero suprimiendo categorías filosóficas imposibles de comprobar empíricamente, así como descartando la filosofía de tipo más metafísico y hegeliano presente en Karl Marx. 
Los miembros más destacados de este grupo son: Gerald Cohen, John Roemer, Jon Elster, Adam Przeworski, Erik Olin Wright, Philippe van Parijs y Robert-Jan van der Venn.

## Orígenes
El marxismo analítico es habitualmente entendido tal como fue rescatado en la obra de Gerald A. Cohen de 1978 Teoría de la historia de Karl Marx: una defensa (Karl Marx's Theory of History: a Defense). En una concepción más amplia, podría ser observado como emergente en el trabajo filosófico posterior al final de la Segunda Guerra Mundial de filósofos tales como Karl Popper, H. B. Acton y John Plamenatz los cuales emplearon las técnicas propias de la filosofía analítica para probar la coherencia y cientificidad del marxismo como teoría de la historia y la sociedad. 
Tanto Karl Popper como Acton y Plamenatz eran, realmente, contrarios ideológicamente al marxismo. El libro de Cohen fue, desde el principio, pensado como una defensa del materialismo histórico. Cohen reconstruye cuidadosamente el materialismo histórico a través de una profunda lectura de los textos de Karl Marx, con el propósito de dotarle de la mayor coherencia lógica y explicación más parsimoniosa. Para Cohen el materialismo dialéctico de Marx es una teoría tecnológicamente determinista en la cual las relaciones económicas de producción son explicadas funcionalmente por las fuerzas de producción y en la que las instituciones políticas y legales (la superestructura) es funcionalmente explicada por las relaciones de producción (la "base"). La transición de un modo de producción a otro está dirigido por la tendencia de las fuerzas productivas de desarrollo. Cohen da cuenta de esta tendencia mediante la referencia al carácter racional de la especie humana: donde hay una oportunidad para adoptar una tecnología más productiva y así reducir la carga de trabajo el ser humano tenderá a escogerla. De tal forma que la historia de la humanidad puede ser entendida como el desarrollo gradual de las fuerzas productivas humanas.

## Teorías

### Materialismo histórico
Para Cohen, el materialismo histórico de Marx es una teoría tecnológicamente determinista, en la que las relaciones económicas de producción se explican funcionalmente por las fuerzas materiales de producción, y en la que las instituciones políticas y jurídicas (la "superestructura") se explican funcionalmente por las relaciones de producción (la "base").
La transición de un modo de producción a otro está impulsada por la tendencia de las fuerzas productivas al desarrollo. Cohen explica esta tendencia haciendo referencia al carácter racional de la especie humana: cuando existe la oportunidad de adoptar una tecnología más productiva y así reducir la carga de trabajo, los seres humanos tenderán a aprovecharla.

### Explotación
Mientras Cohen trabajaba en La teoría de la historia de Karl Marx el economista John Roemer estaba empleando la economía neoclásica para defender los conceptos marxistas de explotación y clase. En su Teoría general de la explotación y de las clases (1982) Roemer usó la elección racional y la teoría de juegos para demostrar cómo la explotación y las relaciones de clase pueden presentarse en el desarrollo de un mercado laboral. Roemer continuaría rechazando la idea de que la Teoría del valor-trabajo era necesaria para explicar la explotación y las clases. El valor fue en principio capaz de ser explicado en términos de algún tipo de adquisición de materias, tales como petróleo, comida, etc., más que siendo exclusivamente explicado como fuerza de trabajo humana. Roemer llegó a la conclusión de que explotación y clase están, de esta manera, generados, no en la esfera de la producción, sino en el intercambio mercantil. Significativamente la explotación, como una mera categoría técnica, no implica necesariamente y siempre un mal moral (véase debajo el concepto de justicia).

### Marxismo de elección racional
A mediados de la década de los 80 el marxismo analítico comenzó a ser reconocido como un paradigma. El grupo de septiembre se había reunido por varios años y múltiples textos de sus miembros habían sido publicados. Algunos de estos textos aparecieron en la editorial de la Universidad de Cambridge (Cambridge University Press) en la serie Estudios sobre marxismo y teoría social, incluyendo en esta serie las obras Fabricando un sentido de Marx y Una Introducción a Karl Marx de Jon Elster (1985 - 1986) y Capitalismo y socialdemocracia de Adam Przeworski (1986). La obra de Elster empleó una lectura exhaustiva de los textos de Marx en busca de aquellas cosas que podían ser salvadas empleando las herramientas de una teoría de la elección racional y el individualismo metodológico (propuestas ésta que Elster defendía como la única manera de explicación apropiada para las ciencias sociales). Su conclusión fue, al contrario que Cohen, que ninguna teoría general de la historia como el desarrollo de las fuerzas productivas puede ser salvada. Como Roemer, él también rechazó la teoría del valor-trabajo y, yendo aún más allá, rechazó virtualmente toda la teoría económica de Marx. El método dialéctico fue atacado salvajemente como una forma de oscurantismo y confusión de Hegel. La teoría de la ideología y de la revolución, en cierto grado, continuó siendo operativa, pero solo una vez se hubiera purgado su irresistible tendencia al holismo y al funcionalismo y se estableciera sobre las bases de una metodología individualista y una explicación causal o intencional. 
El libro de Przeworski emplea la elección racional y la teoría de juegos para mostrar que las estrategias revolucionarias adoptadas por los socialistas durante el siglo veinte estaban abocadas al fracaso, aún más teniendo presente que los intereses racionales de los trabajadores consistían en luchar por reformar el capitalismo para lograr un reconocimiento común, mejorando así sus condiciones de vida, más que adoptar la arriesgada estrategia de la revolución. El libro de Przeworski estaba claramente influido por las explicaciones económicas del comportamiento político avanzadas en las obras de autores tales como Anthony Downs (Una teoría de la democracia económica, 1957) y Mancur Olson (La lógica de la acción colectiva, 1971).

### Justicia
Los marxistas analíticos mostraron una amplia variedad de simpatías políticas dentro del espectro del izquierdismo político, variando desde el comunismo hasta la socialdemocracia reformista. Durante la década de 1980, la mayoría de ellos comenzaron a reconocer que el marxismo, como teoría capaz de explicar la revolución en términos de la dinámica económica del capitalismo y de los intereses de clase del proletariado, se encontraba seriamente comprometida. Ellos compartían que la transformación del capitalismo era un proyecto ética. A lo largo de esta década el debate mantenido en el seno del marxismo académico de corte anglosajón trató cómo el marxismo podía alojar y desarrollar una teoría de la justicia. Este debate estaba claramente relacionado con el renacimiento de la filosofía política normativa que se había producido con motivo de la publicación de la obra de John Rawls Teoría de la Justicia (1971). Muchos críticos contrarios al marxismo se mostraban reacios a considerar la posibilidad de desarrollar una teoría de la justicia en el seno del marxismo dado que Marx siempre consideró la justicia como una construcción ideológica burguesa diseñada para justificar la explotación haciendo referencia a la reciprocidad establecida sobre la base de un vago contrato social. Sin embargo, los marxistas analíticos siempre rechazaron esta crítica. Guiados por G.A. Cohen, los marxistas analíticos replicaban a esta crítica que una teoría de la justicia marxista apuntaría al igualitarismo. Para Cohen, todo esto implicaba un compromiso con la filosofía política y moral que buscaba mostrar cómo la economía de mercado era injusto. Su argumento es ampliamente expuesto en sus libros más recientes: Autonomía, libertad e igualdad (1995) y ¿Si tu eres un igualitarista cómo es que eres tan rico? (2000).
Al contrario que el marxismo tradicional Cohen rechazaba el argumento de que el capitalismo era injusto porque bajo él los trabajadores experimentan la alienación o una carencia de satisfacción como trabajadores. Para Cohen, esta idea se basa en una insostenible explicación metafísica de la naturaleza humana y del desarrollo histórico que resulta insostenible: la idea de que todas las personas tienen la necesidad y la voluntad de encaminarse hacia un fin en forma de labor productiva. Esta postura se debe a que tal reivindicación no puede ser inferida desde las verdades a priori de la lógica o desde la experiencia y, por tanto, no es justificable desde los restrictivos significados disponibles en la filosofía analítica. 
Cohen se aparta aún más de los marxistas anteriores en tanto que argumenta que el capitalismo es un sistema caracterizado por la explotación injusta, pero no porque el fruto del trabajo de los trabajadores sea robado por los patronos, sino porque es un sistema en el cual la "autonomía" no es respetada y cuyo resultado es una distribución de beneficios y de cargas de trabajo que es injusta. En la explicación marxista tradicional, la explotación y la injusticia se dan porque los no-trabajadores se apropian del valor producido por el proletariado, algo que podría ser superado en una sociedad socialista en la cual ninguna clase tendría en su poder los medios de producción ni estaría por tanto en posición de apropiarse del valor producido por los trabajadores. Cohen considera que esta opinión se sustenta en la consideración de que los trabajadores tienen "derecho a la auto-propiedad" de sí mismos y por tanto, deberían poseer aquello que su trabajo genera. Porque los trabajadores cobran un salario inferior al valor de lo que crean a través de su trabajo, el capitalismo puede extraer una plusvalía de su trabajo, y así se produce el robo de una parte de lo que los trabajadores producen, del tiempo del que disponen y de sus capacidades. 
Cohen considera que el concepto de auto-propiedad es favorable al principio de diferencia propuesto por Rawls enunciado como "los derechos de cada persona por encima de estatus y poderes" de esta manera genera una base a una teoría de la justicia de corte marxista. Sin embargo, muchos critican a John Rawls, incluso el propio Cohen, por considerar que la fuerza personal de la gente no es más que una fuente externa sobre la cual ningún individuo puede reclamar su mérito. Cohen también desarrolla una crítica a Robert Nozick considerando que el error fundamental de su teoría reside en dotar a las reivindicaciones de la gente de legitimidad para adquirir recursos externos con la misma ecuanimidad moral con que la gente puede reivindicar su propiedad como personas. En otras palabras, el liberalismo libertario permite que afloren desigualdades por motivos relacionados con diferencias de talento y diferencias en recursos externos, esto es así porque asume que el mundo está dispuesto para ser apropiado por las personas en forma de propiedad privada.

## Críticas
El marxismo analítico ha sido criticado desde multitud de posturas, tanto marxista como no marxistas.

### Método
Una amplia cantidad de críticos sostienen que el marxismo analítico se ha desarrollado desde premisas metodológicas y epistemológicas equivocadas. Uno de los motivos habría sido el desestimar la orientación dialéctica del marxismo, que consideraban una "mierda" (bullshit). Muchos marxistas consideran que el carácter distintivo de la filosofía marxista es el empleo del método dialéctico y que un marxismo no dialéctico perdería gran parte de su peso filosófico. El rasgo fundamental de la filosofía marxista es que no es, concretamente, una reflexión en torno al mundo, en clave materialismo, sino que, además, es una filosofía diseñada para intervenir en el cambio del mundo a través de la praxis humana. De acuerdo con esta postura, el marxismo analítico está equivocado al encerrarse en una labor intelectual absolutamente aislada de la praxis. Para los marxistas dialécticos, el marxismo analítico tergiversa la doctrina marxista clásica, la desfigura, convirtiendo una doctrina sistemática encaminada a la transformación revolucionaria en un conjunto de discretas tesis que se mantienen o decaen en relación con su consistencia filosófica y validez empírica. 
No obstante, debe señalarse que otros autores, destacadamente Louis Althusser en Lire le Capital, han rechazado esta orientación dialéctica del marxismo escolástico, afirmando que de la obra de Marx no puede deducirse racionalmente una teoría dialéctica de la historia, y que de hecho éste se opuso a la necesidad de que la Rusia feudal pasara por una etapa capitalista (antítesis) como única manera de llegar a instaurar el régimen comunista (síntesis). 
Los críticos no marxistas argumentan que el método empleado por los marxistas analíticos destaca por su debilidad. También critican con fuerza a Elster y la teoría marxista de la elección racional argumentando que el individualismo metodológico no es la única forma válida de desarrollo dentro del campo de las ciencias sociales, que, por ejemplo, el funcionalismo puede resultar fructífero como método de investigación. Además la teoría de juegos y la teoría de la elección racional, arguyen, están lejos de ser universalmente aceptada como vías fructíferas y productivas en la tarea de modelar las instituciones y los procesos sociales. 